# Orphnaeus madegassus
Orphnaeus madegassus är en mångfotingart som beskrevs av Lawrence 1960. Orphnaeus madegassus ingår i släktet Orphnaeus och familjen kamjordkrypare.
Artens utbredningsområde är Madagaskar. Inga underarter finns listade i Catalogue of Life.